# Grallaria kaestneri
Grallaria kaestneri е вид птица от семейство Grallariidae. Видът е застрашен от изчезване.

## Разпространение
Видът е разпространен в Колумбия.